# Garibaldi (cognome)
Garibaldi è un cognome di lingua italiana.

## Varianti
Garibaldo, Gariboldi, Gariboldo, Gerbaldi, Giribaldi, Gribaldi, Gribaudi, Gribaudo.

## Origine e diffusione
Il cognome è tipicamente ligure.
Potrebbe derivare dal prenome Garibaldo, dal longobardo gaira, "lancia", e baltha, "audace". È incrociabile con i cognomi Grimaldi, Ribaudo e Baldo.
La variante Gariboldi è ligure e lombarda; Gerbaldi e Gribaudi sono piemontesi.

## Persone
- Giuseppe Garibaldi, patriota italiano
- Anita Garibaldi  – la più nota delle mogli di Giuseppe Garibaldi
- Antonio Maria Garibaldi  – deputato del Regno di Sardegna